# William Richmond Chase
William Richmond Chase (New Bedford, 23 giugno 1867 – Bristol, 30 agosto 1951) è stato un cestista statunitense.

## Biografia
È passato alla storia per essere stato colui che realizzò il primo canestro nella storia della pallacanestro: il 21 dicembre 1891 mise a segno il tiro della vittoria, nella partita che il cosiddetto First Team disputò sotto la direzione di James Naismith. Chase effettuò il tiro da circa 25 piedi (7,62 metri); il pallone entrò nel cesto, che non era bucato nel fondo, pertanto per recuperare il pallone venne utilizzata una scala.
Dopo aver frequentato lo Springfield College, giocò fino ai primi anni del Novecento. Successivamente lavorò come agente assicurativo.